# ISO седмични датум
ISO седмични датум је врста календара са преступном седмицом, део ISO 8601 стандарда за датум и време, систем којим се нумеришу седмице у години. Систем се углавном користи у управне и пословне сврхе за фискалне године.
Систем користи исти 7-дневни циклус као и грегоријански календар. Седмице почињу понедељком. ИСО године имају приближно исто нумерисање година као и грегоријанске године (видети доле). ИСО година има 52 или 53 пуне недеље (364 или 371 дан). Додатна седмица се зове преступна седмица.
Датум/надневак је специфициран ИСО годином у формату ГГГГ, бројем седмице у формату „сс“ са префиксом "W" (week) и бројем седмичног дана, тј бројем „д“ од 1 до 7, почевши од понедељка, завршавајући се недељом. Нпр. 2006-W52-7 (или компактно 2006W527) је дан недеља 52. седмице 2006. године. По грегоријанском то би био 31. децембар 2006.
Систем има 400-годишњи циклус од 146.097 дана (20.871 седмица), са просечном дужином године од тачно 365,2425 дана, баш као и грегоријанска година. У сваких 400 година има 71 година са 53 седмице.
Прва седмица године је она седмица која садржи први четвртак године.

## Однос са грегоријанским календаром
Број ИСО године одступа од броја грегоријанске године, ако је примењиво, у петак, суботу и недељу, или суботу и недељу, или само у недељу на почетку грегоријанске године (који су дани на крају претходне ИСО године) и у понедељак, уторак и среду, или понедељак и уторак, или само понедељак на крају грегоријанске године (који су у седмици 01 следеће ИСО године). У периоду 4. јануар - 28. децембар и свим четвртцима, број ИСО године је увек једнак броју грегоријанске године.
Седмица 01 се може дефинисати на више еквивалентних начина:
- седмица која садржи први четвртак у години
- седмица која почиње понедељком најближим 1. јануару
- седмица која садржи први радни дан (ако субота, недеља и 1. јануар нису радни дани)
- седмица са 4. јануаром
- прва седмица са већином (четири или више) својих дана у години која почиње
- седмица која почиње понедељком у периоду 29. децембар - 4. јануар
- седмица са четвртком у периоду 1-7. јануар
- ако је 1. јануар понедељак, уторак, среда или четвртак, то је дан седмице 01; ако је 1. јануар петак, субота или недеља, тај дан је у седмици 52 или 53 претходне године.

Већина ових дефиниција је симетрична, дефиниција преко радних дана је еквивалентна.
Последња седмица ИСО године је седмица пре седмице 01; у складу са симетричношћу дефиниције, еквивалентне дефиниције су:Шаблон:CURRENTCALENDAR
- седмица са последњим четвртком године
- седмица која се завршава недељом најближом 31. децембру
- седмица са 28. децембром
- последња седмица са већином (четири или више) својих дана у години која се завршава
- седмица која почиње понедељком у периоду 22 - 28. децембар
- седмица са четвртком у периоду 25 - 31. децембар
- седмица која се завршава недељом у периоду 28. децембар - 3. јануар
- ако је 31. децембар понедељак, уторак или среда, налази се у седмици 01 следеће године, иначе је у седмици 52 или 53.

Ове године имају 53 седмице:
- године које почињу у четвртак
- преступне године које почињу у среду

### Примери
Лево су дати датуми у формату година-месец-дан (ISO 8601) и њима еквивалентни ИСО седмични датуми.
- 2005-01-01 је Шаблон:ISOWEEKDATE
- 2005-01-02 je Шаблон:ISOWEEKDATE
- 2005-12-31 je Шаблон:ISOWEEKDATE
- 2007-01-01 je Шаблон:ISOWEEKDATE (обе 2007. године почињу на исти дан)
- 2007-12-30 je Шаблон:ISOWEEKDATE
- 2007-12-31 je Шаблон:ISOWEEKDATE
- 2008-01-01 je Шаблон:ISOWEEKDATE (Грегоријанска 2008. је преступна година, ИСО година 2008. је 2 дана краћа: 1 дан дужа на почетку [тј. почиње дан раније] и 3 дана краћа на крају)
- 2008-12-29 je Шаблон:ISOWEEKDATE
- 2008-12-31 je Шаблон:ISOWEEKDATE
- 2009-01-01 je Шаблон:ISOWEEKDATE
- 2009-12-31 is Шаблон:ISOWEEKDATE (ИСО година 2009. има 53 седмице, продужујући грегоријанску 2009. [која почиње и завршава се четвртком] за три дана с оба краја)
- 2010-01-03 je Шаблон:ISOWEEKDATE

#### Примери где ИСО година залази три дана у следећу грегоријанску годину
- 2009-12-31 je Шаблон:ISOWEEKDATE
- 2010-01-01 je Шаблон:ISOWEEKDATE
- 2010-01-02 je Шаблон:ISOWEEKDATE
- 2010-01-03 je Шаблон:ISOWEEKDATE
- 2010-01-04 je Шаблон:ISOWEEKDATE

#### Примери где се ИСО година завршава три дана пре грегоријанске године
- 2008-12-28 je Шаблон:ISOWEEKDATE
- 2008-12-29 je Шаблон:ISOWEEKDATE
- 2008-12-30 je Шаблон:ISOWEEKDATE
- 2008-12-31 je Шаблон:ISOWEEKDATE
- 2009-01-01 je Шаблон:ISOWEEKDATE

Систему није потребан концепт месеца и није добро повезан са грегоријанским системом месеци: јануар и децембар могу бити подељени између две ИСО године.

## Број седмице
Преглед датума/надневака са фиксним бројем седмице у било којој години, осим преступне године која почиње у четвртак:
| Месец     | Датуми            | Бројеви седмице |
| --------- | ----------------- | --------------- |
| Јануар    | 4, 11, 18, 25     | 1-4             |
| Фебруар   | 1, 8, 15, 22      | 5-8             |
| Март      | 1, 8, 15, 22, 29  | 9-13            |
| Април     | 5, 12, 19, 26     | 14-17           |
| Мај       | 3, 10, 17, 24, 31 | 18-22           |
| Јун       | 7, 14, 21, 28     | 23-26           |
| Јул       | 5, 12, 19, 26     | 27-30           |
| Август    | 2, 9, 16, 23, 30  | 31-35           |
| Септембар | 6, 13, 20, 27     | 36-39           |
| Октобар   | 4, 11, 18, 25     | 40-43           |
| Новембар  | 1, 8, 15, 22, 29  | 44-48           |
| Децембар  | 6, 13, 20, 27     | 49-52           |

Седмични дан за ове дане је у вези са Doomsday правилом за налажење седмичних дана, јер је за сваку годину Doomsday онај дан у седмици на који пада последњи дан фебруара (петак у случају 2008.). Дани из таблице су дан након Doomsday-а, осим у јануару и фебруару преступне године, када је то управо Doomsday.

## Предности
- Датум директно каже који је седмични дан
- Све године почињу понедељком и завршавају се недељом
- Када се користи самостално, без концепта месеца, све године су исте, осим оних које на крају имају преступну седмицу
- Седмице су исте као у грегоријанском календару

## Недостаци
Датуми еквинокса и солстиција варирају у опсегу од најмање седам дана. Ово је зато што се они могу догодити на било који дан у недељи, а тиме на најмање седам различитих ИСО седмичних датума. Нпр. пролећни еквинокси (равнодневице) су 2004-W12-7 и 2010-W11-7.
Овим системом не може бити замењен грегоријански календар, јер се ослања на њега за дефиницију дана Нове године (Седмица 1 Дан 1).
Понедељак није свуда у свету почетак радне недеље. Нпр. у неким муслиманским земљама рад може почети у суботу или недељу.

## Календарски циклус
Постоји 13 потциклуса од по 28 година, од тога 5 преступних и још 6 преступних година у преосталих 36 година (одсуство преступних дана у грегоријанским годинама 2100, 2200 и 2300. прекида потциклусе). Преступне године су 27 пута раздвојене са 5 година, 43 пута са 6 година и једном са 7 година (била би могућа и нешто равномернија расподела: 26 пута раздвојене са 5 година и 45 пута са 6 година).
Грегоријанске године које одговарају 71-ој ИСО преступној години се могу овако поделити:
- 27 грегоријанских преступних година:
  - 13 преступних година које почињу у четвртак - Doomsday је недеља, доминикално слово је DC
  - 14 преступних година које почињу у среду, чиме се завршавају у четвртак - Doomsday је субота, доминикално слово ED
- 44 обичне године које почињу, а тиме се и завршавају, четвртком - Doomsday је субота, доминикално слово је D.

То значи да је 27 ИСО година 5 дана дуже од одговарајуће грегоријанске године, а 44 је 6 дана дуже. Од осталих 329 грегоријанских година (које не почињу нити се завршавају четвртком), 70 су грегоријанске преступне године, 259 нису преступне, што значи да је 70 ИСО година 2 дана краће, 259 је 1 дан краће.

## Остали системи за бројање седмица
У САД се седмице рачунају од недеље до суботе, на почетку и крају године постоје парцијалне седмице. Предност је у томе што није потребан посебан систем нумерисања попут ИСО године, а кореспонденција лексикографског и хронолошког поретка је очувана (видети седмица).